# Langen Foundation

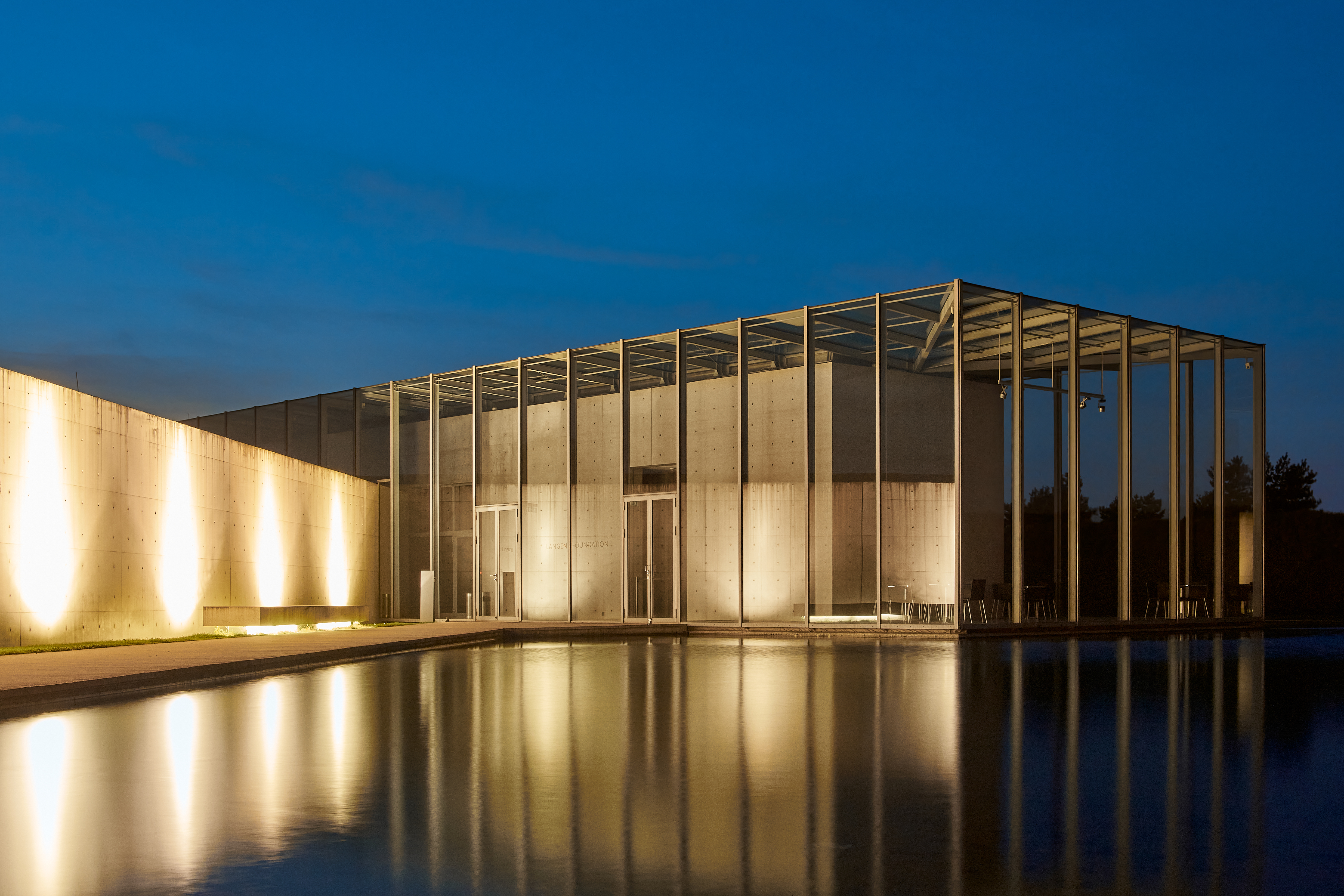
Langen Foundation

De Langen Foundation is een stichting die de kunstverzameling van het Duitse echtpaar Viktor en Marianne Langen beheert. De Langens bouwden een vermogen op in de naoorlogse Duitse vastgoedsector en belegden dit in kunstwerken.

## De collectie
In 2004 ontwierp en bouwde architect Tadao Ando bij het Museum Insel Hombroich te Neuss in Duitsland op de terreinen van een voormalige NAVO raketbasis een museum voor de Stichting Marianne Langen. De daarin ondergebrachte kunstcollectie, een legaat van de toen 90-jarige mevrouw Marianne Langen, bevat historische Japanse kunst (met schilderingen en kalligrafie op zijde en papier van de 12e tot de 18e eeuw) en kunstwerken uit de 20e-eeuwse Europese kunst. Daaronder werk van de aan Der Blaue Reiter verbonden kunstenaar Wassili Kandinski, de Russische constructivist Vladimir Tatlin, de beeldhouwer Constantin Brancusi en Alexander Calder. Ook kunststromingen als op-art en popart, minimal art en arte povera zijn vertegenwoordigd.
Eind 2007 verkochten de erfgenamen van Langen enkele belangrijke werken van Mark Rothko en Francis Bacon. Dit laatste werk ging over naar de private collectie van de kunstenaar Damien Hirst.

## De huisvesting van de collectie
Tadao Ando werkte bij het ontwerpen van dit museum met eenvoudige volumes (cilinder, kubus en balk). Hij bouwde één vleugel als een betonnen kluis van 43 bij 4,90 meter in een glazen mantel (geïnspireerd op de traditionele Japanse enawa of veranda), te midden van een waterpartij. In deze afgesloten ruimte hangt de Japanse collectie met topstukken uit de vroeg-18e-eeuwse Edoperiode (江戸時代, van 1615 tot 1867 waarbij Edo staat voor Tokio). De tweede, tot op zes meter diepte ingegraven vleugel staat er dwars op en huisvest de 20e-eeuwse kunstwerken. In deze ruimtes staan stoelen van de Vlaamse designer Maarten Van Severen (1956-2005) (Stoel 0.3 Vitra). 

Langen Foundation, Neuss, Duitsland
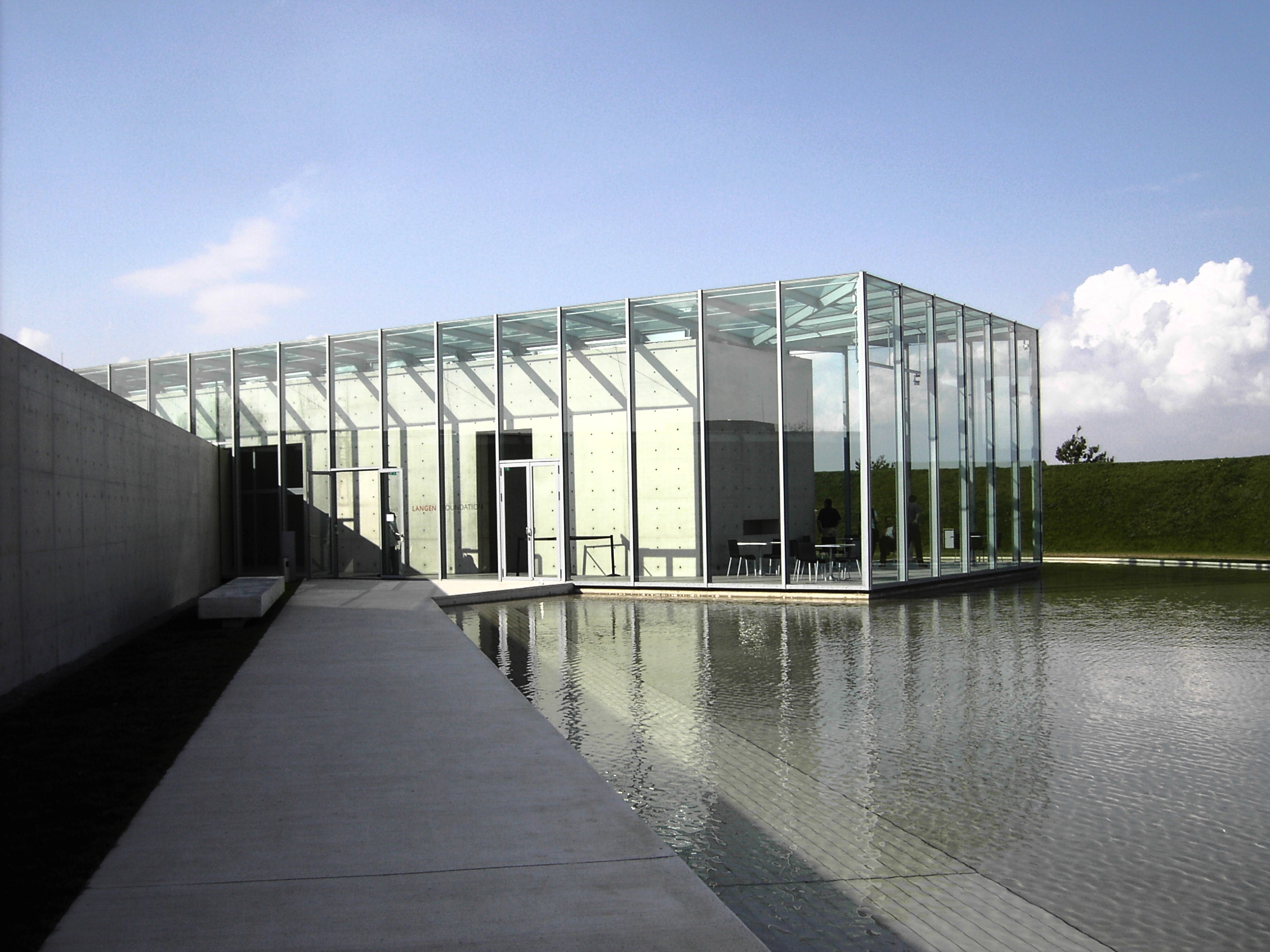
Transparant met een binnenruimte
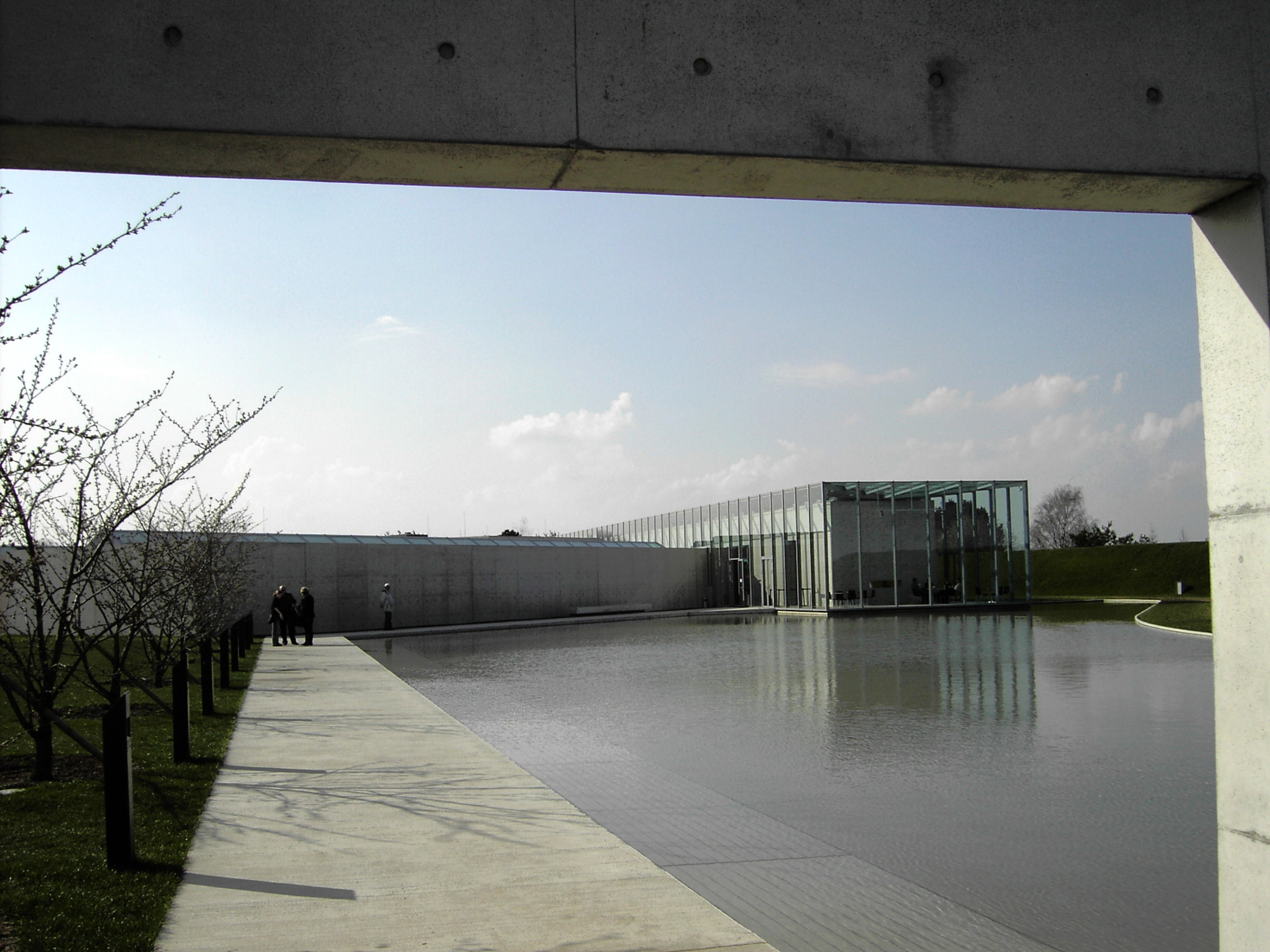
Waterpartij
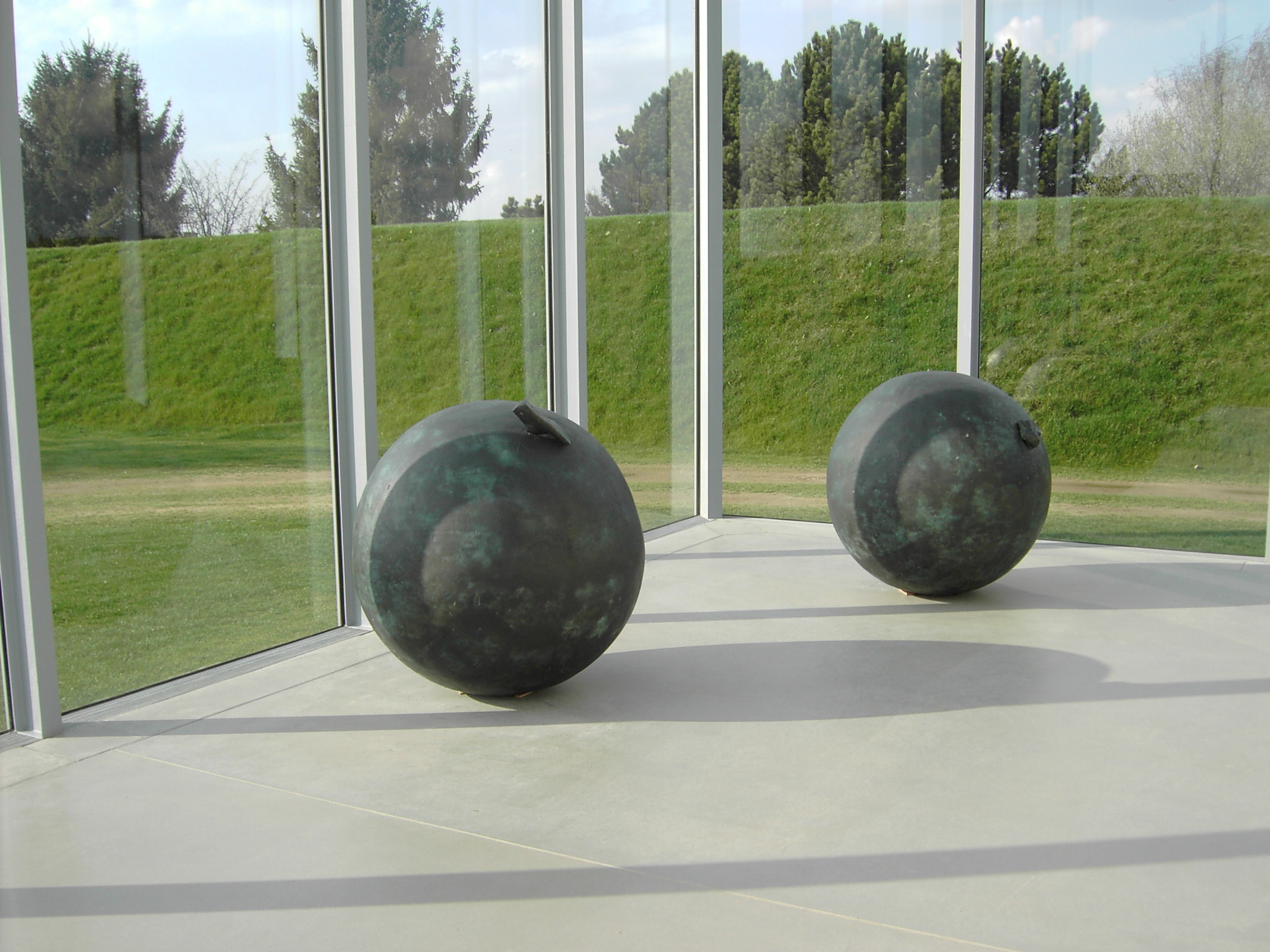
Op de achtergrond de oude spoordijk